# 維利尚斯卡尼瓦
50°12′19″N 29°45′38″E / 50.20528°N 29.76056°E
維利尚斯卡尼瓦（烏克蘭語：Вільшанська Нива）是位於烏克蘭北部的村莊，由基辅州法斯蒂夫區的托馬希夫卡市鎮負責管轄。該村面積1.72平方公里，海拔高度160米，2001年人口7，人口密度每平方公里4.07人。